# Careproctus derjugini
Careproctus derjugini är en fiskart som beskrevs av Chernova 2005. Careproctus derjugini ingår i släktet Careproctus och familjen Liparidae. Inga underarter finns listade.